# كأس الكؤوس الإفريقية 1989
كأس الكؤوس الأفريقية 1989 هو الموسم 15 من كأس الكؤوس الأفريقية. وسميت هذه النسخة باسم كأس مانديلا تكريماً للمناضل الجنوب أفريقي نيلسون مانديلا. أشرف على تنظيمه الاتحاد الأفريقي لكرة القدم، وكان عدد الأندية المشاركة فيه 33. 
فاز المريخ السوداني بلقب البطولة للمرة الأولى في تاريخه وذلك بعد فوزه في المباراة النهائية على بيندل يونايتد النيجيري بنتيجة 1-0 في مجموع المباراتين.